# ニュースBIZ
『KANSAI BUSINESS NEWS ニュースBIZ』（カンサイビジネスニュース ニュースビズ）は、2006年4月3日から2013年3月29日までテレビ大阪で放送されていたローカル経済ニュース番組。

## 概要
それまでテレビ大阪では、全国ニュース番組の後の17時台後半に地元向けの経済ニュース番組を組んでいたが、テレビ東京系列18時台の全国ネットアニメ枠の開始時間が17:30開始となったことを機に、前番組「ビジネス525」から放送時間を16:45 - 17:30に変更し、キャスターも含めて一新し改めてスタートした。前番組同様に関西の経済ニュースを取り扱うほか、曜日ごとに異なるコーナーを設けている。途中の17:00 - 17:23に、テレビ東京の全国ニュース「速ホゥ!」を内包した。また、この番組の開始に伴い、一つ前の全国ネット番組「レディス4」は16:45飛び降りとなり、約4年半ぶりに同番組の完全ネットが途絶えた。
2007年4月からは、「速ホゥ!」（現・「NEWSアンサー」）の構成見直しにより全国ニュース枠を切り離し、17:13 - 17:30の放送となり、同時に「レディス4」のフルネットも再開された。
番組開始当初よりステレオ放送であった。

## 出演者

### 番組終了時の出演者
メインキャスター
- 酒井健治 - 月曜～金曜

サブキャスター
- 大塚奈央子 - 月曜～水曜
- 楪望 - 木曜・金曜

リポーター
- 池田美穂 - 月曜「企業群像」
- 酒井千佳 - 水曜「早mimi」（2010年4月 - ）

コメンテーター
- 宮本勝浩（関西大学大学院教授） - 火曜
- 中村智彦（神戸国際大学教授） - 木曜
- 有沢正一（岩井証券 イワイリサーチ・センター長） - 隔週金曜

気象キャスター
- 吉田ジョージ（気象予報士、当初は金曜のみの出演だったが、2008年4月10日以降は連日出演） - 現在は「FNN東海テレビスーパーニュース」（東海テレビ）のお天気キャスターに出演している。

### 過去の出演者
- 榎戸教子（2006年4月3日 - 2008年4月9日、メインキャスター）
- 猪井操子（2006年4月 - 2008年3月、水曜リポーター）
- 植草結樹（2008年4月10日 - 2009年3月27日、メインキャスター、現在もニュースリーダーとして不定期出演）
- 竹内優美（2008年4月10日 - 2010年3月、木曜「企業群像～壱番」リポーター）
- 佐久間あすか（2008年4月10日　- 2011年3月31日、メインキャスター）

## 備考
- 2007年5月28日は、当時の農林水産大臣・松岡利勝の自殺に伴い、「速ホゥ!」が17:30まで拡大された。大半の局が通常通りの編成を行なった中で、テレビ大阪のみが拡大措置をとった。「速ホゥ!」を17:13で一旦飛び降り、当番組を17:13 - 17:20の7分間に短縮して、17:20から再び「速ホゥ!」に飛び乗るというものだった。
- 全国ニュースである「NEWS FINE」が、2009年の放送を12月28日で終了した後でも、当番組は時間変更こそあるが30日まで放送された。
  - 2009年12月29日は、「時代劇アンコール・寧々〜おんな太閤記」の第二部・第三部の間、17:20 - 17:30で放送された。
  - また翌30日は、16:25 - 16:55の30分に拡大して放送された。
  - 2010年も、「NEWS FINE」が12月28日で年内放送を終了したのに対し、当番組は翌29日まで放送した（29日は15:30 - 16:00）。
- 2010年12月以降、不定期（主に土曜日16:55 - 17:15）に「ニュースBIZスペシャル」と題した報道ドキュメンタリーを放送している。
- 番組は17:13から始まるが、地上デジタル放送のEPG番組表では17:15 - 17:30となっている。二部制だった2006年4月～2007年3月の間も、第2部の時間表記が17:25 - 17:30となっていた（実際は17:23開始）。理由は不明。